# Тремполо (містечко, Вісконсин)
Тремполо (англ. Trempealeau) — місто (англ. town) в США, в окрузі Тремполо штату Вісконсин. Населення — 1951 особа (2020).

## Демографія
Згідно з переписом 2010 року, у місті мешкало 1756 осіб у 689 домогосподарствах у складі 524 родин. Було 730 помешкань
Расовий склад населення:
| - 99,1 % — білих - 0,3 % — азіатів - 0,1 % — корінних американців |

До двох чи більше рас належало 0,3 %. Частка іспаномовних становила 0,7 % від усіх жителів.
За віковим діапазоном населення розподілялося таким чином: 22,0 % — особи молодші 18 років, 65,0 % — особи у віці 18—64 років, 13,0 % — особи у віці 65 років та старші. Медіана віку мешканця становила 42,5 року. На 100 осіб жіночої статі у місті припадало 108,3 чоловіків;  на 100 жінок у віці від 18 років та старших — 110,3 чоловіків також старших 18 років.
Середній дохід на одне домашнє господарство  становив 76 715 доларів США (медіана — 64 911), а середній дохід на одну сім'ю — 86 692 долари (медіана — 75 500). Медіана доходів становила 49 297 доларів для чоловіків та 36 563 долари для жінок. За межею бідності перебувало 9,2 % осіб, у тому числі 7,1 % дітей у віці до 18 років та 17,8 % осіб у віці 65 років та старших.
Цивільне працевлаштоване населення становило 967 осіб. Основні галузі зайнятості: виробництво — 29,4 %, освіта, охорона здоров'я та соціальна допомога — 19,1 %, транспорт — 9,3 %, роздрібна торгівля — 8,7 %.